# مارتن ويبرغ
مارتن ويبرغ هو عالم سويدي (بالسويدية: Martin Wiberg)‏ ولد في مدينة سكانيا (السويد) 4 سبتمبر 1826 وتوفي في 29 ديسمبر 1905 والتحق بجامعة لوند في عام 1845 وحصل علي الدكتوراة في عام 1850.

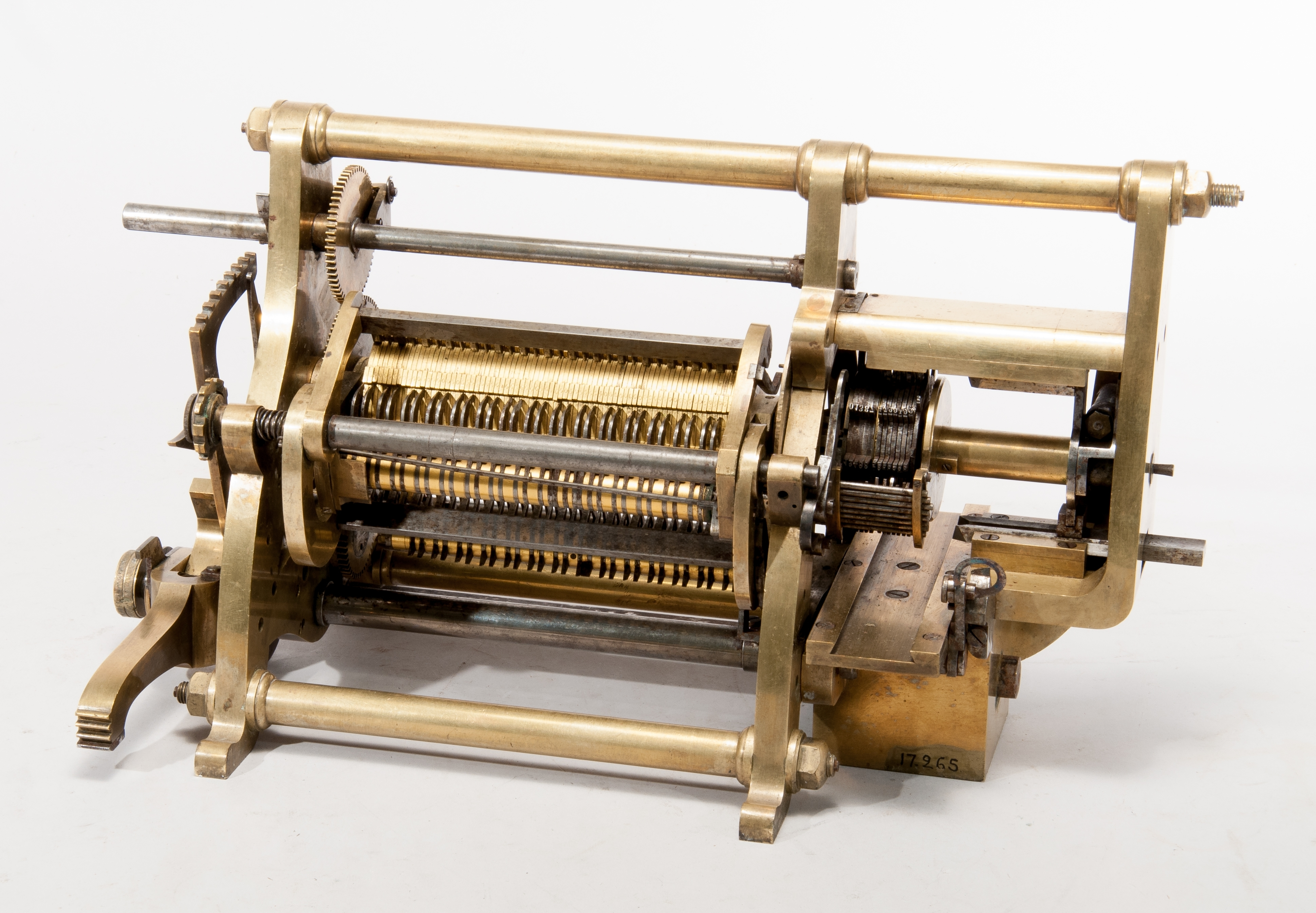
المحرك التفارقي الذي قام مارتن ويبرغ باختراعه

ويُعرف مارتن ويبرغ كرائد في مجال الكمبيوتر وذلك باختراعه آلة بحجم ماكينة الخياطة يمكن أن تطبع الجداول اللوغارتمية (ظهرت جداول الفائدة الأولى في عام 1860، واللوغاريتمية في عام 1875). تم نشر الجداول اللوغاريتمية في وقت لاحق باللغات الإنجليزية والفرنسية والألمانية في عام 1876.
تم التحقق والتأكد من فعالية الجهاز من قبل الأكاديمية الفرنسية للعلوم التي كتبت أيضا تقريرًا موسعًا عنه في عام 1863.
أُستلهمت فكرة عمل الجهاز من جهاز مماثل قام باختراعه بير جورج شوتز.
وكان لديه نفس السعة: 15 رقمًا والاختلافات من المرتبة الرابعة كما كان لديهما أوجه تشابه مع المحرك التفارقي الخاص تشارلز باباج. (كانت آلة بير شوتز تعتمد على محرك التفارق).
ويتم الاحتفاظ بالجهاز في متحف تيكنسكا المتحف الفني في السويد في ستوكهولم وفشل مارتن ويبرغ في بيع جهازه، كما فشل أيضًا في بيع الجداول المستخرجة منه وذلك بسبب مظهره السيئ.
وبصرف النظر عن هذا الاختراع، ابتكر مارتن ويبرغ العديد من الأجهزة والأدوات الأخرى، من بينها فاصل كريمي ودهني و نموذج من المحرك النفاث النبضي. ولم تكن أي من هذه الأعمال ناجحة تجاريًا علي الإطلاق

## اطلع أيضًا
- Wiberg, Helgo. "Några av Martin Wibergs uppfinningar –  Digitala modeller" [Some of Martin Wiberg's Inventions - Digital Models]. digitalamodeller.se (بالسويدية). Daedalus 1955. Archived from the original on 2018-04-03. Retrieved 2017-08-26.
- "Vår familjehistoria" [Our family history]. bjaraslakten.se (بالسويدية). Family history. In "Text-dokument" there's a link to video showing Wiberg's difference engine with commentary in English. Archived from the original on 2018-07-21. Retrieved 2017-08-26.{{استشهاد ويب}}:  صيانة الاستشهاد: آخرون (link)
- Rittsel, Pär. "Martin Wiberg, snillet från Lund". IDG.se (بsv-SE). https://www.idg.se/2.10186/1.223184/martin-wiberg-snillet-fran-lund&usg=ALkJrhivx-UtDWzK9-5IChqMBhmRODtgYA Google Translation to English. Archived from the original on 2017-08-27. Retrieved 2017-08-26. {{استشهاد ويب}}: روابط خارجية في |آخرون= (help)صيانة الاستشهاد: لغة غير مدعومة (link)